# Oxynaspididae
Famille
Les Oxynaspididae sont une famille de crustacés cirripèdes de l'ordre des Lepadiformes.

## Classification
Le nom valide complet (avec auteur) de ce taxon est Oxynaspididae Pilsbry, 1907.
Selon World Register of Marine Species (14 février 2024), bien que valide, cette famille n'est représentée par aucun genre. Paleobiology Database (14 février 2024) attribue cette famille à Jean Abel Gruvel en 1905 et la considère que comme synonyme de la famille des Poecilasmatidae Annandale, 1909.